# Sistema grafematico italiano
| Lettera | Nome  | IPA         | Diacritico |
| ------- | ----- | ----------- | ---------- |
| A, a    | a     | /a/         | à          |
| B, b    | bi    | /b/         |            |
| C, c    | ci    | /k/ o /t͡∫/  |            |
| D, d    | di    | /d/         |            |
| E, e    | e     | /e/ o /ɛ/   | é, è       |
| F, f    | effe  | /f/         |            |
| G, g    | gi    | /ɡ/ o /d͡ʒ/  |            |
| H, h    | acca  | muta        |            |
| I, i    | i     | /i/ o /j/   | ì, í, î    |
| L, l    | elle  | /l/         |            |
| M, m    | emme  | /m/         |            |
| N, n    | enne  | /n/         |            |
| O, o    | o     | /o/ o /ɔ/   | ó, ò       |
| P, p    | pi    | /p/         |            |
| Q, q    | cu    | /k(w)/      |            |
| R, r    | erre  | /r/         |            |
| S, s    | esse  | /s/ o /z/   |            |
| T, t    | ti    | /t/         |            |
| U, u    | u     | /u/ o /w/   | ù, ú       |
| V, v    | vi/vu | /v/         |            |
| Z, z    | zeta  | /t͡s/ o /d͡z/ |            |

Il sistema grafematico italiano è il sistema di relazioni che esistono fra i grafemi e i fonemi della lingua italiana.
In italiano esistono infatti 30 fonemi, ma si usano solamente 21 grafemi per trascriverli.

## Vocali e semiconsonanti
L'alfabeto italiano presenta 5 grafemi vocalici: A, E, I, O, U:
la A trascrive esclusivamente la vocale anteriore aperta non arrotondata (/a/);
la E può trascrivere sia la vocale anteriore semiaperta non arrotondata (pronuncia /ε/, detta "E aperta"), sia la vocale anteriore semichiusa non arrotondata (pronuncia /e/, detta "E chiusa");
la O può trascrivere sia la vocale posteriore semiaperta arrotondata (pronuncia /ɔ/, detta "O aperta"), sia la vocale posteriore semichiusa arrotondata (pronuncia /o/, detta "O chiusa");
la U trascrive sempre la vocale posteriore chiusa arrotondata (pronuncia /u/), tranne quando è intervocalica, iniziale di parola oppure nella sequenza grafematica fissa "QU + vocale", nei quali casi trascrive la consonante approssimante labiovelare sonora (pronuncia /w/);
la I trascrive sempre la vocale anteriore chiusa non arrotondata (pronuncia /i/), tranne quando è intervocalica oppure è il primo elemento di un dittongo/trittongo iniziale di parola, nei quali casi trascrive la consonante approssimante palatale (pronuncia /j/).
Quando inoltre la I è posta fra la C, la G o il digramma SC e un'altra vocale, non si pronuncia e serve solo a trascrivere rispettivamente i suoni dolci della C o della G oppure il suono ʃ del digramma SC.
Da ricordare che quando la I o la U non hanno valore vocalico non possono ovviamente essere accentate.

## Consonanti
L'alfabeto italiano si serve di 16 consonanti: B, C, D, F, G, H, L, M, N, P, Q, R, S, T, V, Z.
Di esse, come già detto, solo 10 grafemi (b, d, f, l, m, n, p, r, t, v) hanno un'esatta corrispondenza con altrettanti fonemi.
La C trascrive l'affricata postalveolare sorda (pronuncia [t͡∫], detto "C dolce") se seguita da E oppure I, trascrive l'occlusiva velare sorda (pronuncia [k], detta "C dura") se seguita da A, O, U, consonante oppure in finale di parola.
La G trascrive l'affricata postalveolare sonora (pronuncia [d͡ʒ], detto "G dolce") se seguita da E oppure I, trascrive l'occlusiva velare sonora (pronuncia [g], detta "G dura") se seguita da A, O, U consonante oppure in finale di parola.
La S trascrive sia la fricativa alveolare sorda (pronuncia [s]) sia la corrispondente sonora (pronuncia [z]).
La Z trascrive sia l'affricata alveolare sorda (pronuncia [t͡s]) sia la corrispondente sonora (pronuncia [d͡z]).
La H non trascrive nessun suono, ma serve dopo la C e la G per renderne i suoni duri davanti alla I e alla E (digrammi CH e GH), nelle interiezioni proprie "ah", "oh", "eh" e in alcune voci verbali, per evitare confusioni con parole omofone.
La Q trascrive in ogni caso l'occlusiva velare sorda (pronuncia [k]), esattamente come la C dura.

## Digrammi e trigrammi
Alcuni foni dell'italiano non corrispondono a nessun grafema, ma vengono trascritti per mezzo di digrammi o trigrammi:
- gl, seguito da -i, trascrive la consonante laterale approssimante palatale (pronuncia /ʎ/)[4].
- gn, trascrive la consonante nasale palatale (pronuncia /ɲ/)
- sc davanti a -i ed -e, trascrive la consonante fricativa postalveolare sorda (pronuncia /ʃ/).

Altri digrammi/trigrammi servono a trascrivere alcuni fonemi davanti a particolari vocali:
- ch rende il suono /k/ della C dura davanti ad I ed E.
- gh rende il suono /g/ della G dura davanti ad I ed E.
- ci rende il suono /ʧ/ della C dolce davanti ad A, O ed U.
- gi rende il suono /ʤ/ della G dolce davanti ad A, O ed U.
- gli rende il suono /ʎ/ del digramma GL davanti ad A, E, O ed U[5].
- sci rende il suono /ʃ/ del digramma SC davanti ad A, O ed U.

## Segni diacritici
In italiano esistono due accenti e un ulteriore segno diacritico:
l'accento grave (`), indicante i suoni vocalici della A, della I e della U e i suoni aperti della O e della E;
l'accento acuto (´), indicante i suoni chiusi della O e della E;
il circonflesso (ˆ), erroneamente considerato un accento e ormai quasi scomparso, serve esclusivamente a indicare la contrazione della doppia "I" finale di alcuni plurali e voci verbali in "I" singola, ma è facoltativo (esempio: il principio, i principi/principî, dove evita confusioni col plurale di "principe").
Usata raramente e solo in poesia è inoltre la dieresi (¨), due puntini che servono a indicare che due vocali che normalmente in quella parola formano dittongo in quel caso non lo formano per pure esigenze di metrica. Si mette sempre sulla vocale più debole (esempio: nel sonetto di Foscolo "forse perché della fatal quïete", la dieresi, rompendo il dittongo -ie rende endecasillabo un verso che altrimenti avrebbe dieci sillabe).